# Сирецький гай
Сирецький гай — парк-пам'ятка садово-паркового мистецтва загальнодержавного значення, розташований на території Шевченківського та Подільського районів міста Києва.

## Розташування
Розташований вздовж вул. Стеценка (обабіч), від її перетину з бул. П. Вірського і до залізничної колії. Загальна площа парку — 175,6 га, у тому числі в Шевченківському районі — 82,9 га та Подільському — 92,7 га.
Паркова територія межує на півдні по залізничній колії з парком «Нивки» (східна частина), на півночі — з Сирецьким дендропарком, а на південному сході з Сирецьким парком. Включає до свого складу урочище Рогозів яр та північну частину урочища Сирецький яр, лісопарковий масив парк "Дубки" та власне сам Сирецький гай.
Територією парку протікають річка Сирець та її притоки Брід (Рогостинка) та Кам'янка.

## Відпочинкова інфраструктура
У гаю виставлена велика кількість лісових меблів, влаштовано куточки відпочинку, дитячий майданчик, фонтан із джерельною водою.
По вул. Стеценка, 1, розташований ресторан «Дубки», виконаний у стилі народної дерев'яної архітектури (архітектор В.Гопкало).

## Установи
На території парку росташовані Дитячий спеціалізований санаторій "Ластівка" та Київська обласна клінічна лікарня № 2

## Галерея

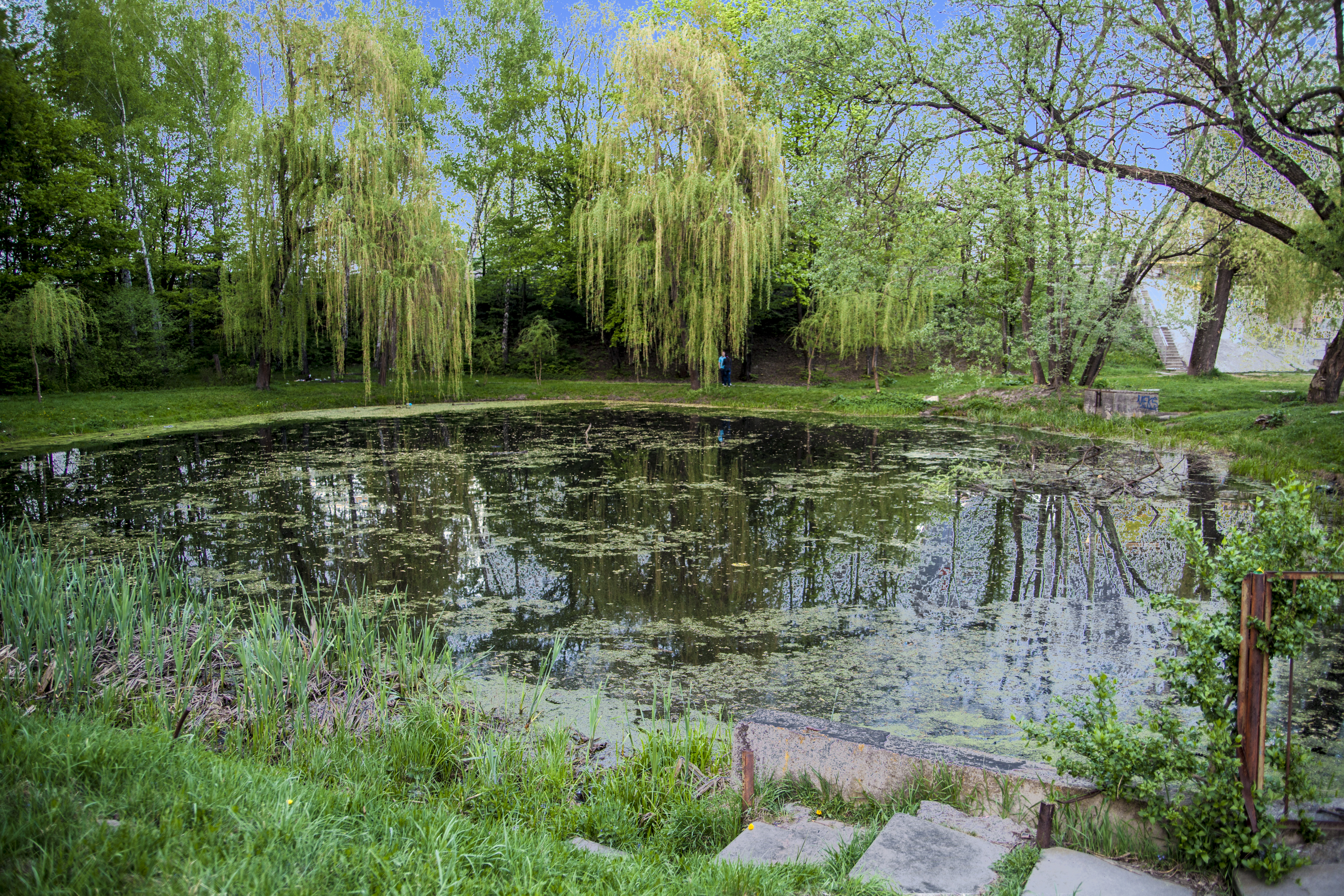
ставок
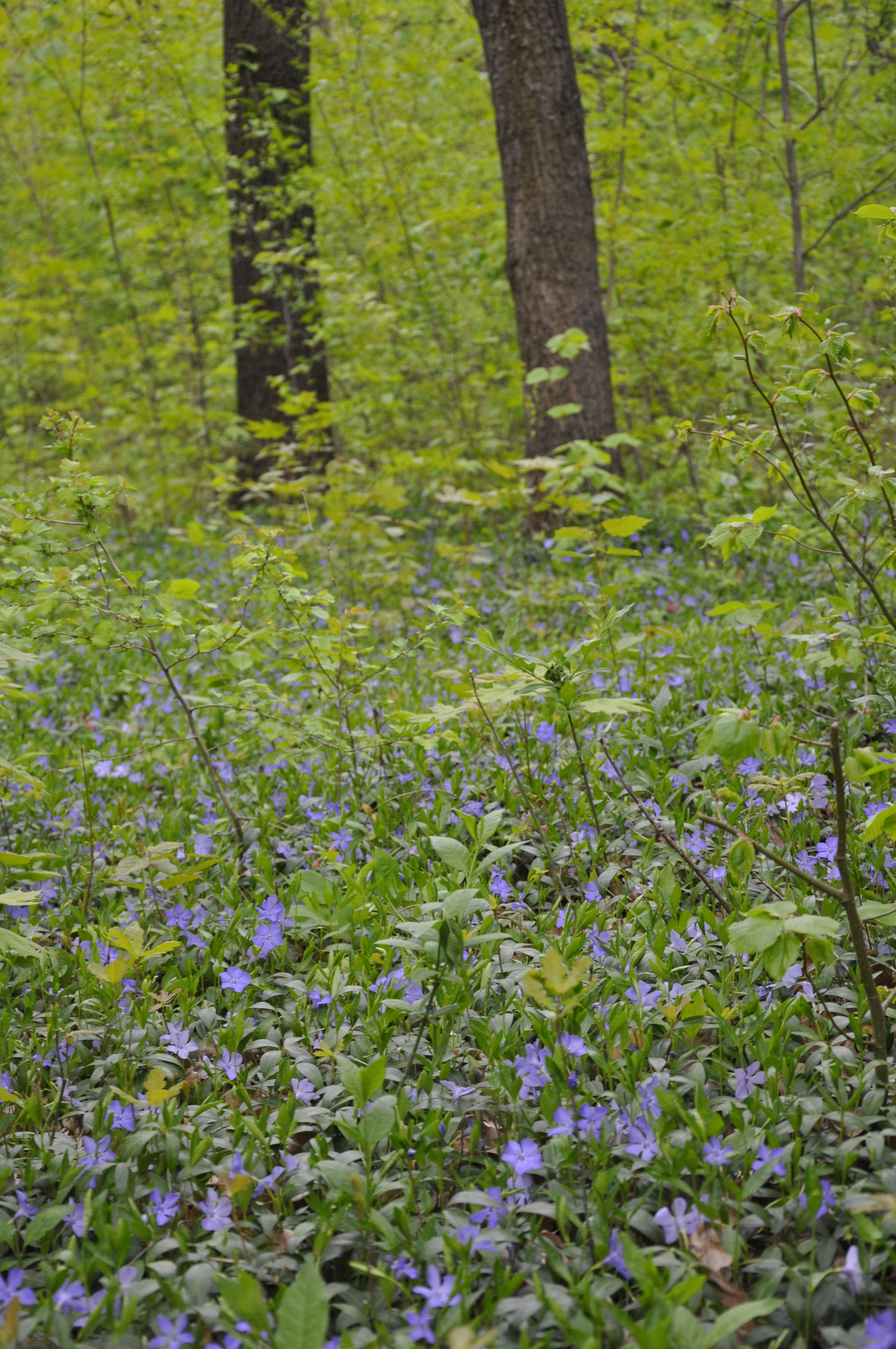
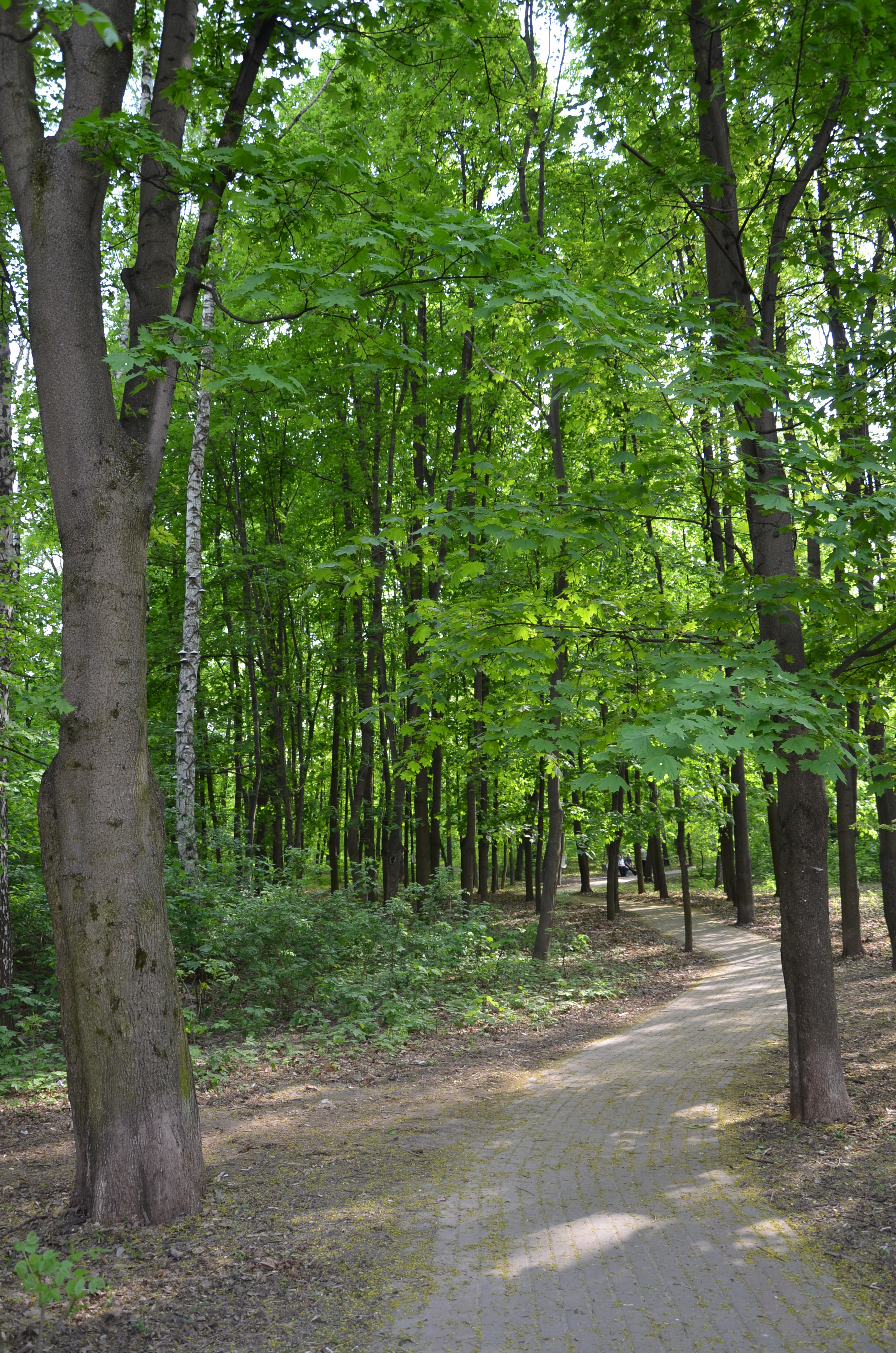
стежки
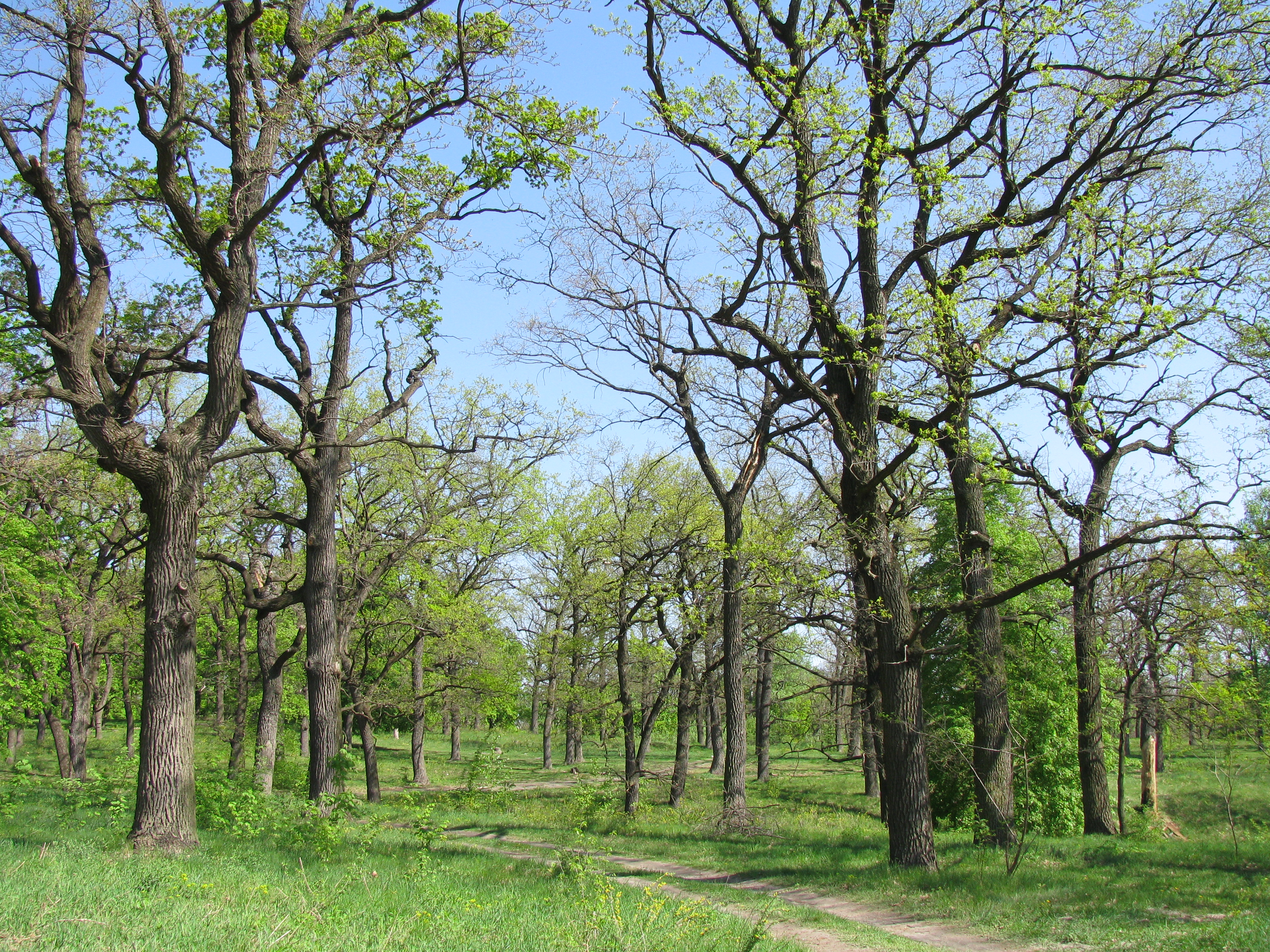
дуби
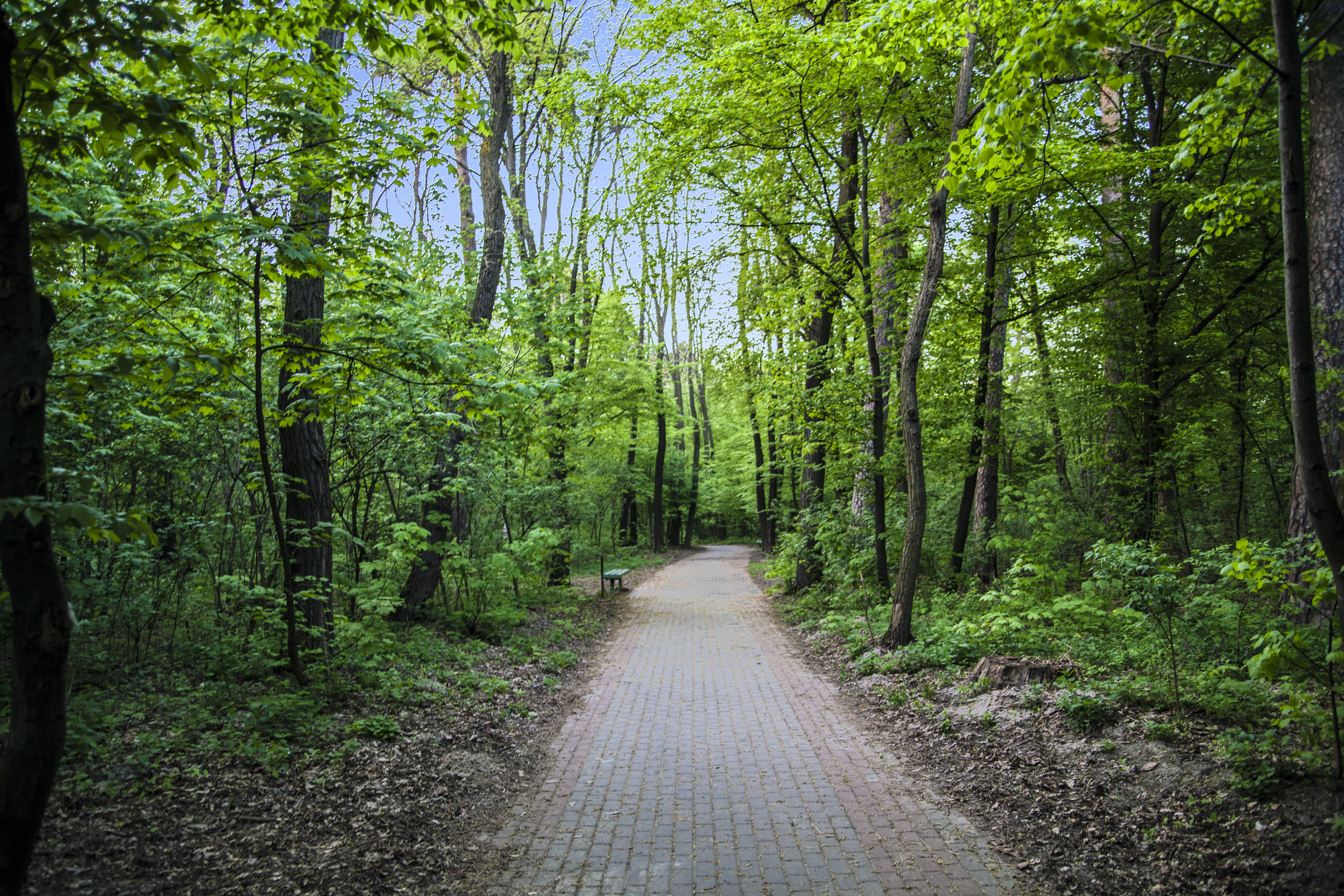
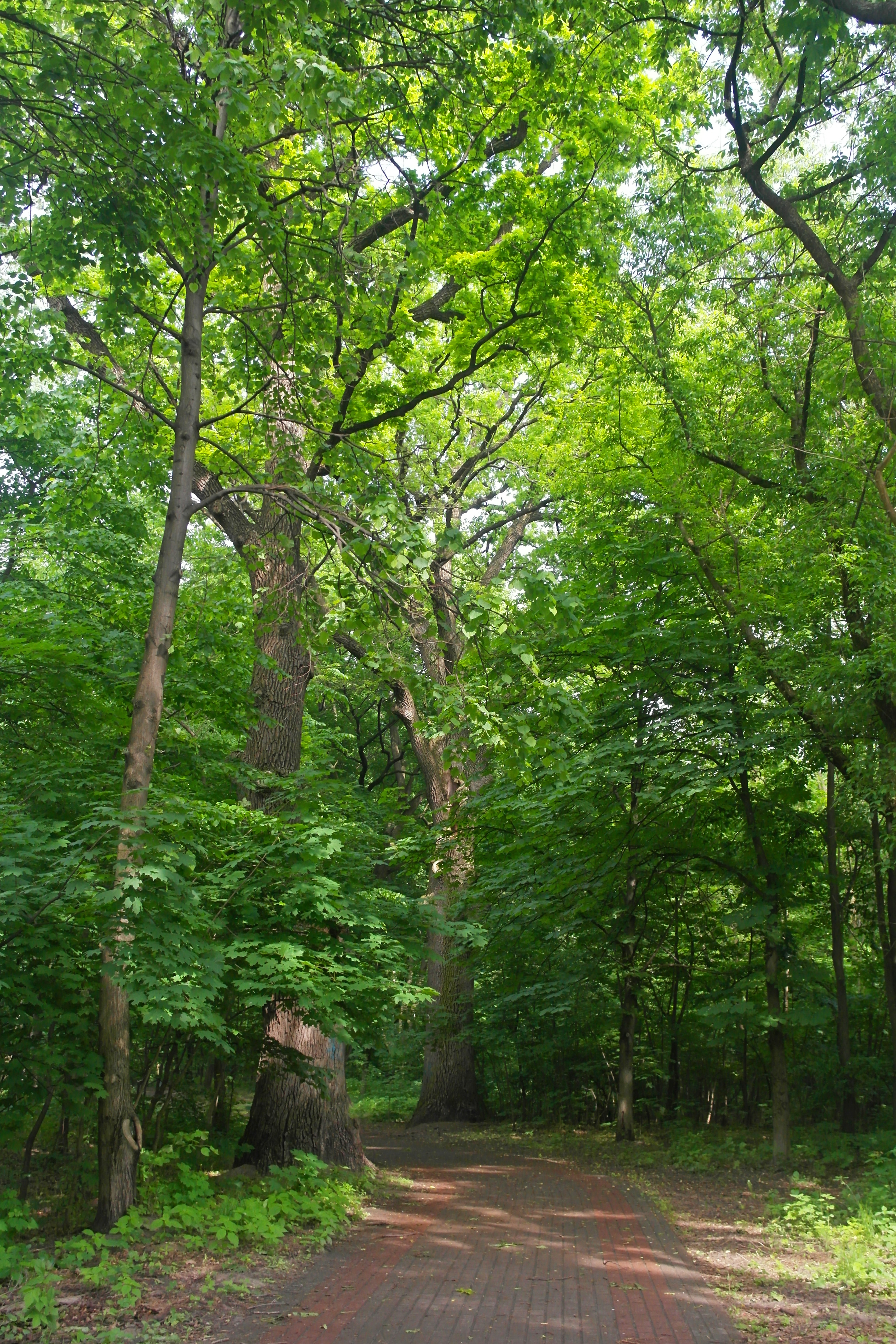
стежка
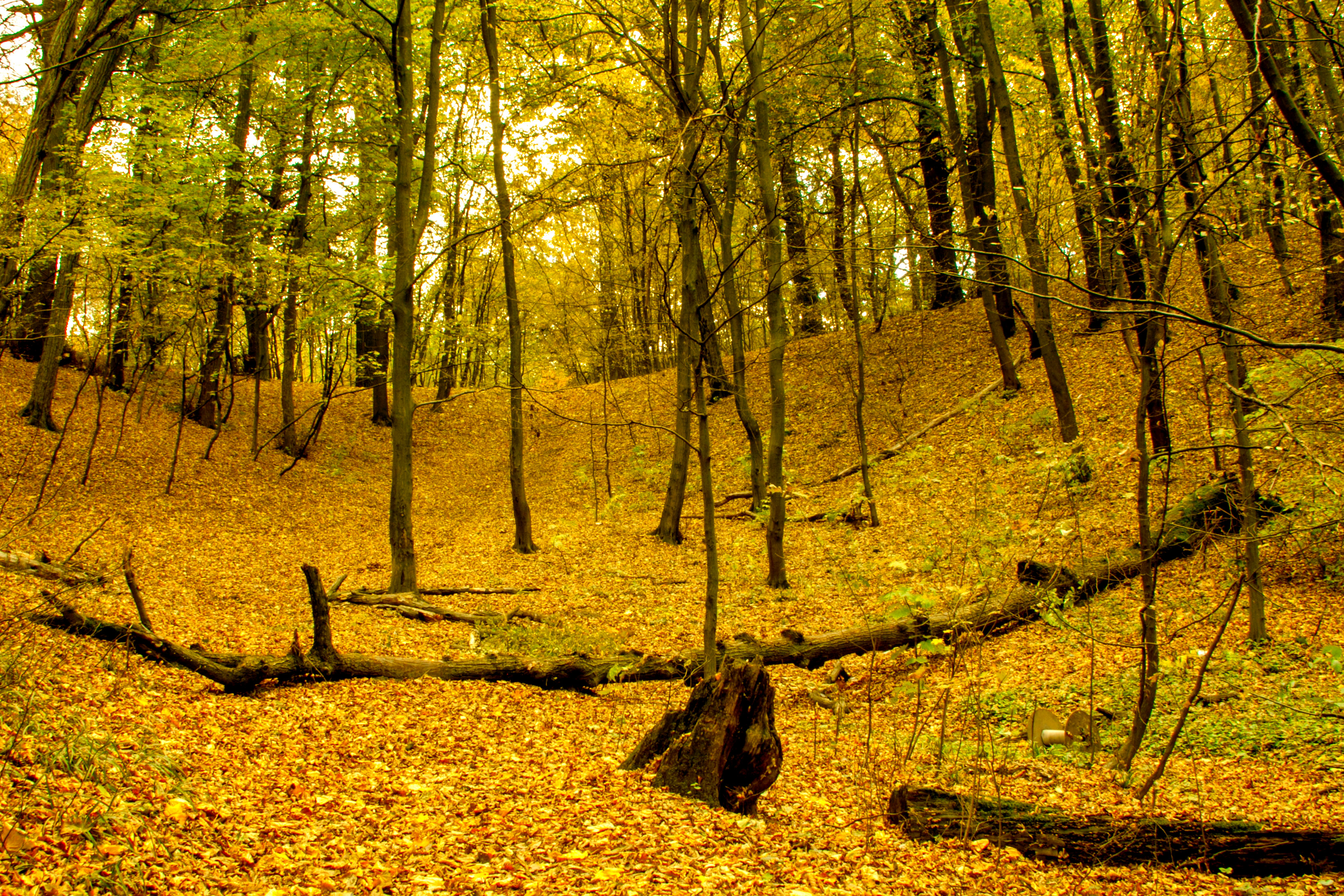
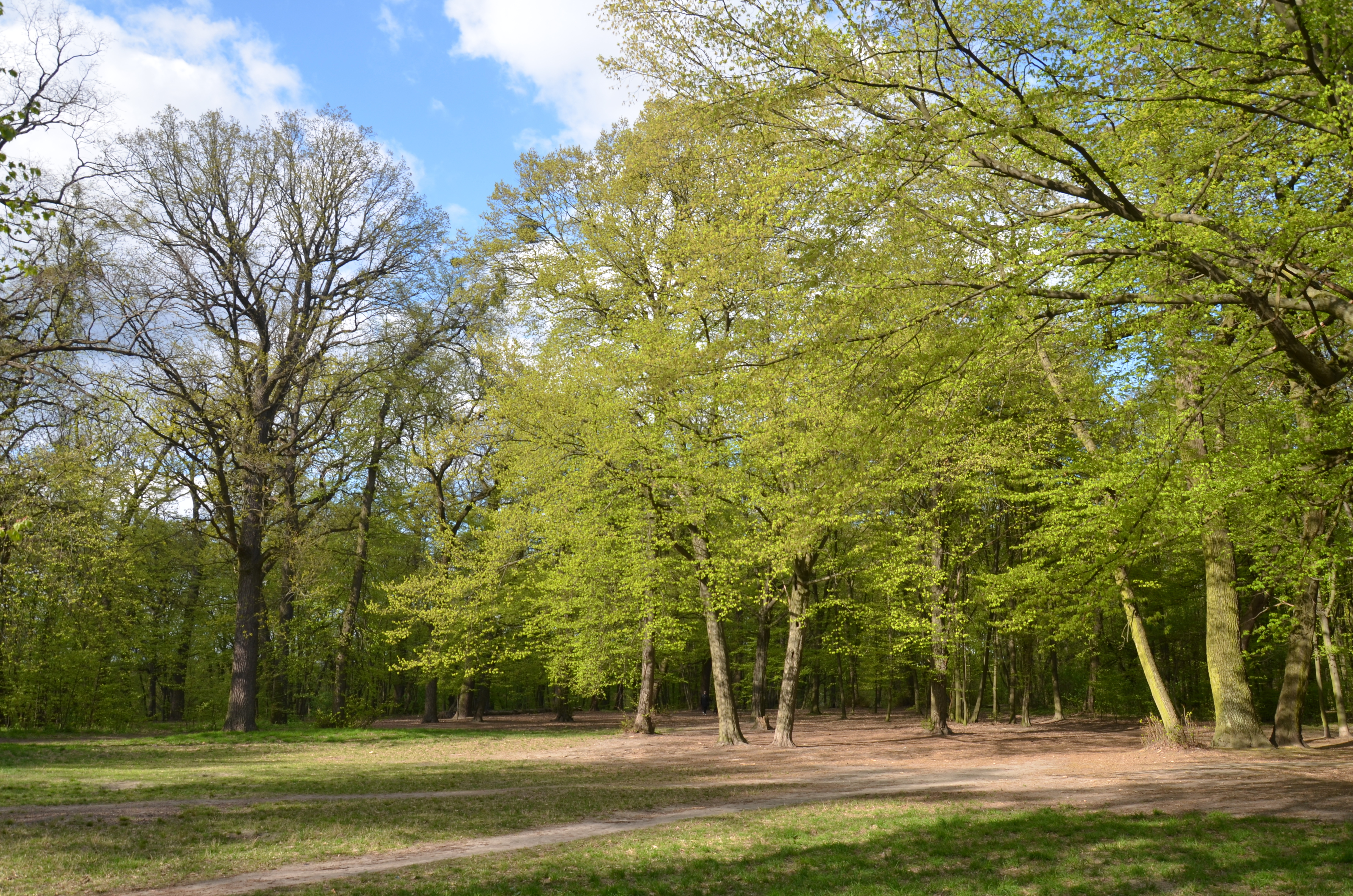